# Dorothee Krüger
Dorothee Krüger (* 7. Juni 1982 in Frankfurt am Main) ist eine deutsche Theater- und Filmschauspielerin.

## Leben
Dorothee Krüger schloss 2012 ihr Schauspiel-Studium am Europäischen Theaterinstitut Berlin ab. Sie ist seitdem als Theater- und Filmschauspielerin tätig. Seit 2015 backt sie regelmäßig bei dem YouTube-Kanal BakeClub und kocht seit 2016 beim Ableger MealClub.

## Filmografie (Auswahl)
- 2014: Ich will dich
- 2015: Tatort: Der Himmel ist ein Platz auf Erden
- 2017: Chaos-Queens: Für jede Lösung ein Problem
- 2017: Mmf (Kurzfilm)
- 2017: Blind & Hässlich
- 2019: Dein Leben gehört mir
- 2021: Mutter kündigt
- 2023: Gute Zeiten, schlechte Zeiten (Fernsehserie)